# Liste der deutschen Botschafter in Ägypten
Die Liste der deutschen Botschafter in Ägypten enthält alle deutschen Botschafter in Ägypten, einschließlich deren Vorgänger wie preußische Konsuln.
Die Botschaft befindet sich in der Hauptstadt Kairo.
Die Bundesrepublik Deutschland nahm 1952 diplomatische Beziehungen zu Ägypten auf. Zwischen Mai 1965 und Juni 1972 war die Botschaft geschlossen und die diplomatischen Beziehungen waren abgebrochen. Die Bundesrepublik hatte in dieser Zeit Diplomaten im Rang eines Botschaftsrat bzw. Legationsrat als Geschäftsträger vor Ort. Die DDR hatte ab 1953 eine Handelsvertretung, ab 1959 ein Generalkonsulat und ab 1969 einen Botschafter in Kairo.

## Botschafter
| Ernennung / Akkreditierung | Name | Bemerkungen | Posten verlassen |
| -------------------------- | --- | --- | ---------------- |
| Herbst 1864                | Heinrich Brugsch | preußischer Konsul in Kairo                                                                                            |                  |
| 1870                       | Julius von Jasmund | (1827–1879) | 1874             |
| 1878                       | Anton Saurma von der Jeltsch                                                                                           | Generalkonsul |                  |
| 1882                       | Eduard von Derenthall                                                                                                  | Generalkonsul |                  |
| 1885                       | Otto L. Schmidt-Leda                                                                                                   | |                  |
|                            | Casimir von Leyden | Generalkonsul | Feb. 1894        |
| 1885                       | Oswald von Richthofen                                                                                                  | deutscher Repräsentant bei der Staatsschuldenverwaltung von Ägypten in Kairo (Der deutsche Schuldenkommissar in Kairo) | 1896             |
| 1894                       | Maximilian von Loehr                                                                                                   | [ 5 ] |                  |
| 1901                       | Jakob Johannes Schneller                                                                                               | (* 1865 in Jerusalem; † 27. Juli 1901 in Kairo)                                                                        | 1901             |
| 1902                       | Theodor Bumiller | |                  |
| 1903                       | Hartmann von Richthofen                                                                                                | Geschäftsträger | 1904             |
| 1906                       | Johann Heinrich von Bernstorff war als Generalkonsul in Kairo tätig. Zum Gesandten wurde erst sein Nachfolger ernannt. | | 1908             |
| 1908                       | Hermann von Hatzfeldt-Wildenburg, zunächst als Generalkonsul, ab 1910 Gesandter                                        | 1912 |                  |
| 1916                       | Padel von Kulemann | [ 6 ] |                  |
| 1923                       | Wiedererrichtung einer diplomatischen Vertretung Deutschlands in Ägypten                                               | Von 1922 bis 1952 bestand das Königreich Ägypten                                                                       |                  |
| 1926                       | Eberhard von Stohrer                                                                                                   | | 1935             |
| 1936                       | Wernher von Ow-Wachendorf                                                                                              | | 1939             |
| 1952                       | Aufnahme diplomatischer Beziehungen zwischen der Bundesrepublik Deutschland und Ägypten                                | |                  |
| 10. Okt. 1952              | Günther Pawelke | [ 7 ] | 1954             |
| 1955                       | Rudolf Holzhausen | Geschäftsträger a.I.                                                                                                   | 1955             |
| 1955                       | Walther Becker | | 1959             |
| 1959                       | Walter Weber | | 1964             |
| 1964                       | Georg Federer | | 1965             |
| 1965                       | Abbruch der diplomatischen Beziehungen                                                                                 | |                  |
| 1965                       | Horst Hauthal | Legationsrat 1. Klasse, Geschäftsträger                                                                                | 1966             |
| 1966                       | Lothar Lahn | Botschaftsrat, Geschäftsträger                                                                                         | 1969             |
| 1969                       | Walter Jesser | (* 1919) Gesandter; Geschäftsträger                                                                                    | 1972             |
| 1972                       | Wiederaufnahme der diplomatischen Beziehungen                                                                          | |                  |
| 1972                       | Hans-Georg Steltzer | | 1978             |
| 1978                       | Wolfgang Behrends | (* 12. Januar 1926) | 1979             |
| 1979                       | Hans-Joachim Hille | | 1982             |
| 1982                       | Kurt Müller | | 1986             |
| 1986                       | Martin Elsässer | | 1990             |
| 1990                       | Heinz Fiedler | | 1993             |
| 1993                       | Wolf-Dietrich Schilling                                                                                                | | 1998             |
| 1998                       | Peter Dingens | | 2000             |
| 2000                       | Paul von Maltzahn | | 2003             |
| 2003                       | Martin Kobler | | 2006             |
| 2006                       | Bernd Erbel | | 2009             |
| 2009                       | Michael Bock | | 2014             |
| 2014                       | Hansjörg Haber | | 2015             |
| 2015                       | Julius Georg Luy | | 2019             |
| 2019                       | Cyrill Jean Nunn | | 2021             |
| 2021                       | Frank Hartmann | | 2024             |
| 2024                       | Jürgen Schulz | |                  |